# Pescorocchiano
Pescorocchiano là một đô thị ở tỉnh Rieti trong vùng Latium, có khoảng cách khoảng 60 km về phía đông bắc của Roma và cách khoảng 30 km southvề phía đông của Rieti. Tại thời điểm ngày 31 tháng 12 năm 2004, đô thị này có dân số 2.447 người và diện tích là 94,6 km².
Pescorocchiano giáp các đô thị: Borgorose, Carsoli, Collalto Sabino, Fiamignano, Marcetelli, Petrella Salto, Sante Marie, Tornimparte, Varco Sabino.